# Jiří Kubrycht
Jiří Kubrycht (* 1942) je bývalý český fotbalista, útočník.

## Fotbalová kariéra
V československé lize hrál za Slovan Teplice. Dal 2 ligové góly. Hrál také za TJ Baník Hrdlovka.

## Ligová bilance
| Ročník                                   | Zápasy | Góly | Klub               |
| ---------------------------------------- | ------ | ---- | ------------------ |
| 1. československá fotbalová liga 1964/65 | -      | 0    | Slovan Teplice     |
| 1. československá fotbalová liga 1965/66 | -      | 2    | Sklo Union Teplice |
| CELKEM                                   | -      | 2    |                    |